# Ametralladora pesada KPV
La KPV (Крупнокалиберный Пулемет Владимирова o КПВ; Krupnokaliberniy Pulemyot Vladimirova, Ametralladora de gran calibre Vladimirov en ruso) es una ametralladora pesada soviética de 14,5 mm, que entró en servicio como arma de infantería (con la denominación PKP) en 1949. Durante la década de 1960 cesó la producción de la versión para infantería, porque era demasiado grande y pesada. Posteriormente fue rediseñada como arma antiaérea, debido a que mostró excelentes resultados como ametralladora antiaérea, con un alcance de 1.500 m contra los aviones que volaban a baja altitud. Fue empleada en los sistemas antiaéreos ZPU-4 y ZPU-2, así como en el afuste antiaéreo ZPU-1. Su tamaño y poder de fuego también la hicieron una útil arma antiblindaje ligera a bordo de los transportes de personal blindados BTR-60 y BTR-70, así como el vehículo de observación BRDM-2.

## Historia
La KPV nació durante la Segunda Guerra Mundial a partir los requerimientos del ejército soviético que buscaba una ametralladora pesada que disparara la potente munición antiblindaje 14,5 x 114 desarrollada para fusiles antitanque. Tales ametralladoras podrían ser útiles contra los tanques ligeros alemanes y transportes blindados de personal, así como contra los nidos de ametralladora protegidos y otros objetivos, así como también podría ser una formidable arma antiaérea de corto alcance. El desarrollo de la nueva ametralladora pesada comenzó en 1942, y los primeros prototipos se construyeron en 1944. Tras los ensayos y mucho trabajo de refinamiento fue adoptada en 1949 en una versión de infantería (sobre un afuste con ruedas).

## KPVT
La versión empleada en los vehículos blindados se llama KPVT (tankoviy; para tanque, en ruso). La KPVT es montada en vehículos blindados, barcos, afustes móviles y estacionarios, así como diversos afustes antiaéreos. Tiene un cajón de mecanismos más corto y una camisa de cañón más pesada. Además emplea cintas de 50 balas, en lugar de las cintas originales de 40 balas. Esta ametralladora es el armamento principal de los transportes blindados de personal BTR-60/70/80 y del vehículo de observación BRDM-2. Es empleada contra blancos ligeramente blindados, artillería y defensas ligeras a distancias de hasta 3 km, al igual que contra blancos aéreos a distancias de hasta 2 km.

## Armamento de lanchas torpederas
En 1964, la Armada norvietnamita tenía en su arsenal 12 lanchas torpederas P4, entre otras pequeñas embarcaciones. El 2 de agosto de 1964, tres lanchas P4 del Escuadrón de Torpederas 135 atacaron al destructor USS Maddox en el Golfo de Tonkín. El USS Maddox disparó más de 280 proyectiles de 130 mm (5 pulgadas) contra las lanchas, evitando que lancen sus torpedos cargados con 249,4 kg (550 libras) de TNT dentro del necesario alcance efectivo de 914,4 m (1000 yardas). Todos los seis torpedos fallaron el blanco. Sin embargo, ya que las lanchas torpederas iban a casi 96 km/h (52 nudos), estas empezaron a responder al fuego del destructor con sus ametralladoras pesadas calibre 14,5 mm y solamente lograron un impacto contra el buque de guerra estadounidense. Al momento de producirse el incidente del golfo de Tonkín, los manuales de identificación estadounidenses describían a la lancha torpedera P4 como armada con cañones automáticos de 25 mm, por lo que la bala recuperada fue identificada como de calibre 25 mm (al igual que en reportes posteriores) en lugar de calibre 14,5 mm.   
Al final del combate entre el destructor y las lanchas torpederas, luego que ambos contendientes partieron en direcciones opuestas, 4 cazas Vought F-8 Crusader despegaron del portaviones USS Ticonderoga y atacaron a las lanchas que se retiraban. Los Crusader les dispararon cohetes Zuni y con sus cañones automáticos de 20 mm, mientras que las lanchas respondieron con sus ametralladoras de 14,5 mm. Los aviones reportaron haber dejado una lancha hundiéndose (la cual logró regresar a su base) y un F8 fue seriamente dañado, siendo reportado como derribado por la Armada norvietnamita, pero de hecho logró regresar al portaviones.
El afuste naval de pedestal MTPU 14,5 mm sirve para combatir contra blancos blindados de superficie, costeros y aéreos. Está montado en la cubierta de navíos y puede atacar blancos de superficie y costeros a una distancia de 3 km, así como aviones en vuelo a baja altura a una distancia de 2 km.

## Mecanismo del arma
El desarrollo de esta ametralladora empezó en 1944. La KPV puede emplear cartuchos con balas Explosivas Incendiarias-Trazadoras o Antiblindaje Incendiarias, que tienen aproximadamente el doble de energía de una bala calibre 12,7 mm (12,7 x 99 OTAN). La KPV es una ametralladora enfriada por aire y equipada con un cañón con ánima cromada. Emplea un mecanismo de recarga por retroceso corto y un cerrojo rotativo. Es alimentada por una cinta de 40 balas, tanto desde el lado derecho como desde el lado izquierdo. El cañón puede desmontarse para cambiarlo, girando el prominente retén de la parte delantera del cajón de mecanismos y jalando de su agarradera de transporte.

## Municiones
- B-32 - Antiblindaje incendiaria. Bala encamisada con núcleo de carburo de wolframio, con un peso de 64,4 gramos y una velocidad de boca de 976 metros/segundo. Puede penetrar 32 mm de blindaje de acero, a un ángulo de 90 grados de inclinación.
- BZT - Antiblindaje incendiaria-trazadora. Bala encamisada con núcleo de acero, con un peso de 59,56 gramos y una velocidad de boca de 1.005 metros/segundo. La mezcla trazadora ilumina una distancia mínima de 2.000 metros.
- MDZ - Bala explosiva-incendiaria de acción inmediata, con un peso de 59,68 gramos.

Hay también cartuchos calibre 14,5 mm que son fabricados bajo licencia en Bulgaria, China, Croacia, Eslovenia, Eslovaquia, Egipto, Irak, Irán, Serbia, Rumania y otras naciones que lo fabrican sin licencia.

## Usuarios

### Actuales
- Afganistán
- Albania
- Angola
- Argelia
- Bulgaria
- Camboya
- China
- Corea del Norte
- Croacia
- Cuba
- Egipto
- Eritrea
- Eslovaquia
- Etiopía
- Hungría
- India
- Irán
- Irak
- Laos
- Libia
  -  Libia durante el conflicto con el Ejército Nacional de Liberación Libio.
- Mongolia
- Mozambique
- Nicaragua
- Polonia
- República Checa
- Rumania
- Siria
- Somalia
- Sudán
- Vietnam
- Yemen

### Usuarios Anteriores
- Unión Soviética

Pasadas a sus estados sucesores. La licencia de producción se encuentra en manos de la Planta de Arsenales de Almaty, en Kazajistán.
- República Democrática Alemana

Con la reunificación, fue pasada al Ejército reunificado. Posteriormente fueron desechadas o vendidas a estados que las tenían en uso; como Laos y/o Vietnam.
- Checoslovaquia

Tras su escisión, pasadas a sus estados sucesores. En la República Checa se recalibraron al estándar OTAN, mientras que en Eslovaquia se mantienen en su calibre original.